# Chipundu (Milenge)
Chipundu è un ward dello Zambia, parte della Provincia di Luapula e del Distretto di Milenge.